# 草原の少女ローラ
『草原の少女ローラ』（そうげんのしょうじょローラ）は、日本アニメーション製作によるテレビアニメ。1975年10月7日から1976年3月30日まで、TBS系列各局で放送された。放送枠は毎週火曜日19時00分 - 19時30分、全26話。
原作は、『インガルス一家の物語』シリーズ（ローラ・インガルス・ワイルダー著）の『大草原の小さな家』。
しばらくドラマが続いたこの枠でアニメが放送されたのは、1968年開始の『サスケ』以来6年振りである。

## 登場人物
- ローラ（声 - 杉山佳寿子）

インガルス一家の次女。6歳。フルネームはローラ・エリザベス・インガルス。
- お父さん（声 - 仲村秀生）

インガルス一家の父親。38歳。本名はチャールズ・フィリップ・インガルス。
- お母さん（声 - 増山江威子）

インガルス一家の母親。30歳。本名はキャロライン・レイク・インガルス。
- メアリー（声 - 菅谷政子）

インガルス一家の長女。8歳。フルネームはメアリー・アメリア・インガルス。
- キャリー（声 - 松金よね子）

インガルス一家の三女。2歳。フルネームはキャロライン・セレスティア・インガルス。
- フィッチ（声 - 槐柳二）
- ジョン（声 - 太田淑子）
- ジミー（声 - 丸山裕子）
- サンタクロース（声 - 叶年央）
- フレディ（声 - 水島裕）
- カルロス（声 - 古川登志夫）
- Dr.タン（声 - 藤本譲）
- スージー（声 - 北川智繪）
- エレン（声 - 沼波輝枝）
- マリア（声 - 芝夏美）
- エドワース（声 - 岡部政明）

## スタッフ
- 製作：本橋浩一
- 企画：忠隈昌（TBS）
- シリーズ構成：山崎巌
- 脚本：山崎巌、丸山正雄、田口成光、高橋二三、岡崎邦彦
- 絵コンテ：奥田誠治、山崎修二、遠藤政治
- キャラクターデザイン：森康二
- 作画監督：遠藤政治、森康二
- 美術監督：井岡雅宏
- 撮影監督：黒木敬七
- 音楽：高島明彦
- 録音監督：小林守夫
- 効果：大平紀義
- 編集：岡安肇
- 制作デスク：根来昭
- プロデューサー：中島順三（日本アニメーション）、 忠隈昌、井上博（以上、TBS）
- 監督：江崎実生、遠藤政治
- 制作：日本アニメーション、TBS

## 主題歌・イメージソング
主題歌は日本コロムビアより発売。挿入歌の初出は、日本コロムビアより1976年に発売された「最新テレビまんが人気者デラックス 2」というLPで、本作と『アラビアンナイト シンドバットの冒険』、『わんぱく大昔クムクム』、『アンデス少年ペペロの冒険』の4作品から各4曲（OP＋ED＋新録音の挿入歌2曲）、合計16曲が収録された。本音盤で大杉久美子が担当したのは本作のみで、他の3作品の楽曲中11曲を堀江美都子が歌っている。
オープニングテーマ - 「草原の少女ローラ」
作詞 - 岩谷時子 / 作曲・編曲 - 川口真 / 歌 - 大杉久美子、コーラル・エコー
エンディングテーマ - 「ローラの子守唄」
作詞 - 岩谷時子 / 作曲・編曲 - 川口真 / 歌 - 大杉久美子
イメージソング
「みんなのローラ」
作詞 - 丘灯至夫 / 作曲 - 川口真 / 歌 - 大杉久美子、コロムビアゆりかご会
「わたしはローラ」
作詞 - 丘灯至夫 / 作曲 - 川口真 / 歌 - 大杉久美子

## 放送リスト
| 話数        | サブタイトル                  | 放送日         |
| ----------- | ----------------------------- | -------------- |
| 1           | 大きな森の小さな家            | 1975年 10月7日 |
| 2           | オオカミの子がやってきた      | 10月14日       |
| 3           | みんなの宝もの                | 10月21日       |
| 4           | ほろ馬車の少年                | 10月28日       |
| 5           | 森の向こうの新しい家          | 11月4日        |
| 6           | 滝であった子熊                | 11月11日       |
| 7           | あこがれのカウボーイ          | 11月18日       |
| 8           | 子鹿は呼んでいる              | 11月25日       |
| 9           | とうさんのつくった弾丸        | 12月2日        |
| 10          | ヒゲのお客さん                | 12月9日        |
| 11          | まいごの渡り鳥                | 12月16日       |
| 12          | サンタクロースはどこへいった? | 12月23日       |
| 13          | 吹雪に消えたとうさん          | 12月30日       |
| 14          | 大草原への旅立ち              | 1976年 1月6日  |
| 15          | 大冒険!氷の湖を渡る           | 1月13日        |
| 16          | いなくなった犬のジャック      | 1月20日        |
| 17          | 愛犬ジャック早く帰ってきて!   | 1月27日        |
| 18          | 大草原のかわいい動物たち      | 2月3日         |
| 19          | 早くつくって!新しい家         | 2月10日        |
| 20          | 家をとりまいたオオカミの大群  | 2月17日        |
| 21          | とうさんとつくった新しい家    | 2月24日        |
| 22          | かわいい子牛がやってきた      | 3月2日         |
| 23          | 命がけの井戸掘り              | 3月9日         |
| 24          | 大変なことが起こっちゃった!   | 3月16日        |
| 25          | わたしのお家が燃えてるの!!    | 3月23日        |
| 26 (最終回) | 麦よ!いっぱい実って           | 3月30日        |

## 放送局
特記の無い限り全て放送時間は火曜 19:00 - 19:30、同時ネット。
- TBS（制作局）
- 北海道放送[1]
- 青森テレビ[2]
- 岩手放送[3]
- 秋田放送：木曜 17:30 - 18:00（1976年12月時点、遅れネット）[4]
- 東北放送[3]
- 福島テレビ[3]
- 新潟放送[5]
- 北陸放送[6]
- 信越放送[5]
- テレビ山梨[5]
- 静岡放送[5]
- 中部日本放送[7]
- 毎日放送[8]
- 山陰放送[9]
- 山陽放送[10]
- 中国放送[10]
- テレビ山口[11]
- 南海放送：月曜 - 金曜 16:55 - 17:25（1976年12月時点、遅れネット）[12]
- テレビ高知[13]
- RKB毎日放送[14]
- 長崎放送[14]
- 熊本放送[14]
- 大分放送[11]
- 宮崎放送[15]
- 南日本放送[15]
- 琉球放送[16]

## 映像商品
1980年代後半に角川書店（現：KADOKAWA）の「世界名作劇場総集編」シリーズにて総集編ビデオテープ（VHS）が発売されているが、音声は全ての登場人物とナレーションを藤田淑子が一人で再録音したものだった。
現在DVD化などもされず、「子鹿物語」などと同様権利切れの為、今後日本国内で映像作品化される可能性は低い。(スペインでは現在もDVDボックスが発売されている。音声はスペイン語のみで日本語音声は収録されず)